# قائمة قلاع ليبيا

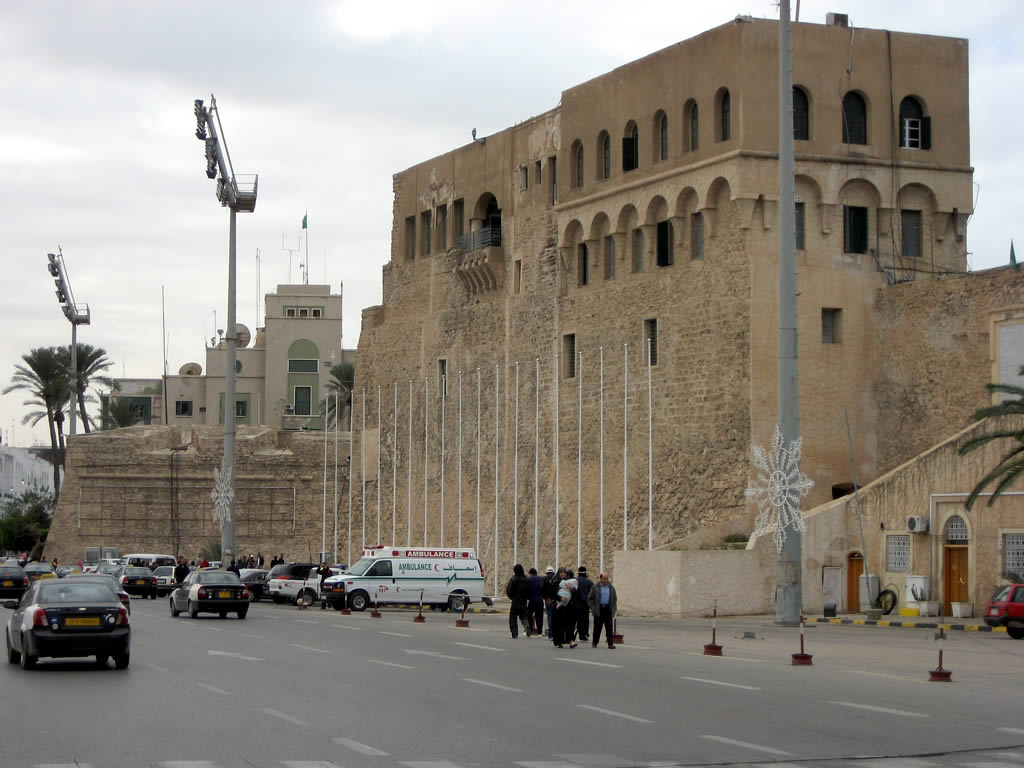
السراي الحمراء

القَلْعَة هو حصن منيع يشيَّد في موقع يصعب الوصول إليه، وغالبًا ما يكون على قمة جبل أو مشرفًا على بحر، وقد وجد بعضها مشيداً على أرض منبسطة.

## قائمة قلاع ليبيا
تحتوي هذه القائمة على أسماء القلاع في ليبيا.
- السراي الحمراء

- القلعة التركية الإيطالية
- القلعة التركية (بنغازي)

- قلعة سبها

- قلعة مرزق

- قلعة خولان